# Sonja Kolačarić
Sonja Kolačarić (ur. 4 maja 1980 w Lazarevacu) – serbska aktorka filmowa i teatralna.
Znana głównie z ról w filmach Nebeska udica czy Łzy na sprzedaż.

## Filmografia
- 1999 Nebeska udica jako Seka
- 1999 Belo odelo jako prostytutka
- 2002 Zapečen
- 2002 Mrtav 'ladan jako Maja
- 2002 1 na 1 jako Sonja
- 2004 Slatki miris naftalina
- 2006 Snajper jako Ana
- 2008 Poslednja audijencija jako Artemiza Hristić
- 2008 Łzy na sprzedaż jako Ognjenka
- 2008 Hitna pomoć
- 2009 Zachód widziany z dachu jako Ivana
- od 2009 Ono kao ljubav jako Milica

### Gościnnie
- 2000 Srbokap
- 2003 E-Snuff